# 로스크로마티
로스크로마티(영어: Ross and Cromarty, 스코틀랜드 게일어: Ros agus Cromba 로스아구스크로와)는 스코틀랜드의 하일랜드 및 군도 일대를 가리키는 지명이다. 오늘날 사용되는 의미로서 "로스크로마티" 지역은 우측 그림과 같으며 넓이 8,019 평방킬로미터이다. 1890년에서 1975년 사이에는 "로스셔 주(Ross-shire)"라는 이름으로 영국 의회의 선거구였는데 이때의 지역 범위에는 현재의 로스크로마티에 아우터헤브리디스 일부가 포함되어 있었다.

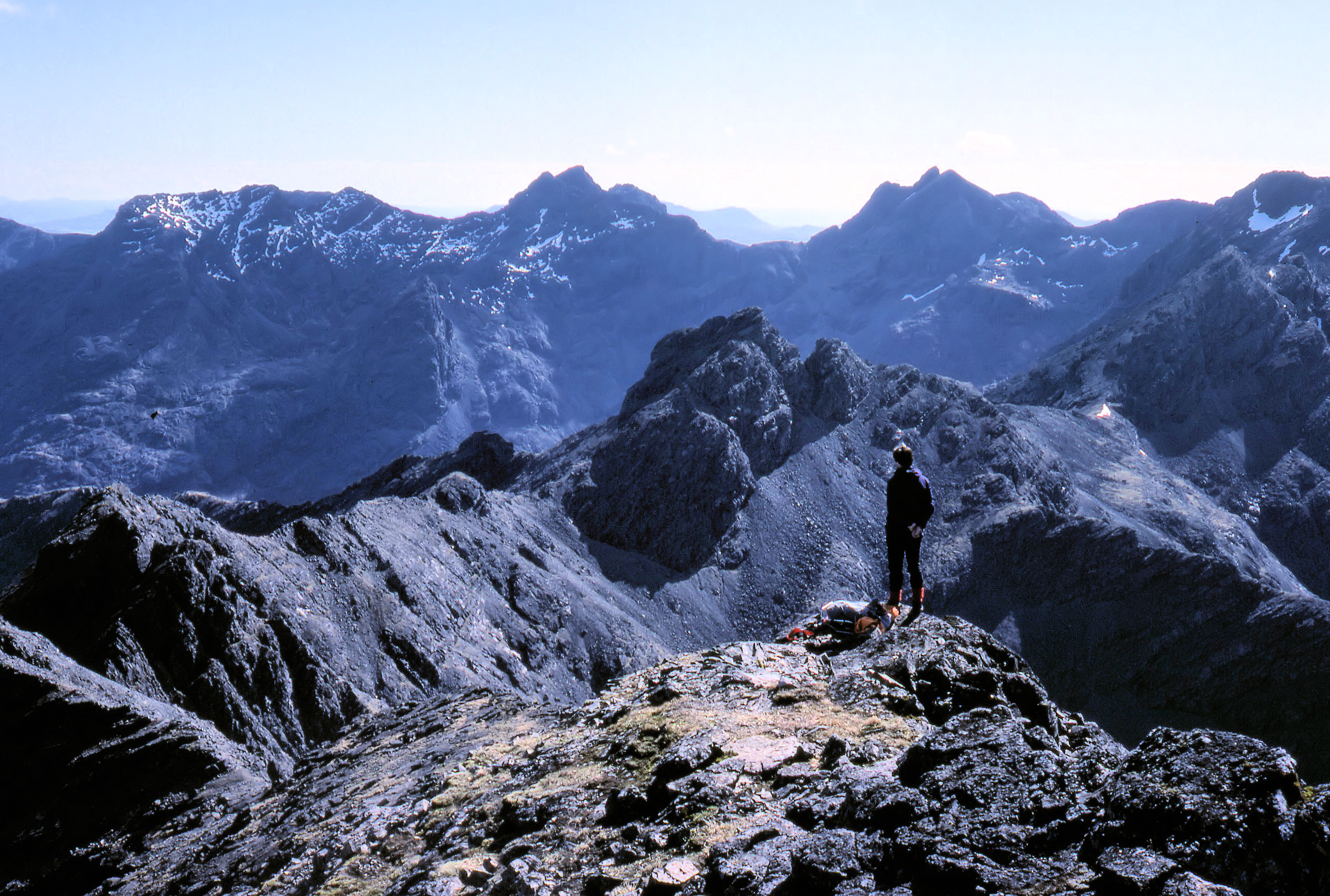

로스크로마티 지역은 유럽에서 가장 특이하고 또 오래된 암석지형이 존재하는 곳이다. 이 지역의 암석들은 캄브리아기 및 선캄브리아 시대까지 거슬러올라간다. 지역 주민들은 주로 어업과 관광에 의존해 살아간다. 2001년 기준 인구는 49,967 명이다.